# R Coronae Australis
R Coronae Australis (R CrA / HIP 93449 / GCRV 11457) es una estrella variable de magnitud aparente +9,7 en la constelación de Corona Austral. Está situada al norte de la constelación, al noroeste de Rukbat (α Sagittarii) y al sureste de Kaus Australis (ε Sagittarii).
R Coronae Australis se encuentra en el complejo molecular de Corona Australis, una de las regiones de formación estelar más cercana al sistema solar visiblemente aislada del plano galáctico. La estrella, oscurecida por polvo interestelar, está a unos 500 años luz de distancia de la Tierra. Está catalogada como una estrella Herbig Ae/Be, tipo de estrellas embrionarias de mayor masa que las estrellas T Tauri, y está contrayéndose para entrar en la secuencia principal. Su tipo espectral es B8II y su masa se estima entre 2 y 10 masas solares. Aunque su luminosidad es 40 veces la del Sol, su brillo está oscurecido por una enorme nube de gas y polvo que la rodea.
R Coronae Australis es una estrella variable irregular con estallidos más frecuentes durante las épocas de mayor brillo medio, pero también tiene una variación periódica de larga duración —de unos 1500 días y 0,5 magnitudes— que puede estar relacionada con cambios en su envoltura circunestelar.